# فرودگاه تیبه‌باره
فرودگاه تیبه‌باره  (به انگلیسی: Tibooburra Airport) یک فرودگاه همگانی با کد یاتا TYB است که یک باند فرود شن دارد و طول باند آن ۱۵۳۲ متر است. این فرودگاه در کشور استرالیا قرار دارد و در ارتفاع ۱۷۸ متری از سطح دریا واقع شده است.